# Production biologique d'hydrogène par des algues

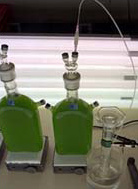
Production d'hydrogène par des algues.

La production biologique d'hydrogène correspond à la production d'hydrogène par des algues au sein de bioréacteurs. Les algues peuvent produire de l'hydrogène sous certaines conditions. On a découvert à la fin des années 1990 que les algues privées de soufre passent de la production d'oxygène (photosynthèse classique) à la production d'hydrogène.

## Problèmes rencontrés lors de la conception de bioréacteurs
- Limitation de la production d'hydrogène d'origine photosynthétique par l'accumulation d'un gradient de protons
- Inhibition efficace de la production d'hydrogène d'origine photosynthétique par du dioxygène. En effet, l’hydrogénase, enzyme responsable de la production du dihydrogène, est irréversiblement inhibée par la présence d'oxygène.
- Nécessité de liaison du bicarbonate au photosystème II (PSII) pour l'efficacité de l'activité photosynthétique
- Acheminement efficace des électrons par l'oxygène lors de la production d'hydrogène par les algues
- Faisabilité en termes économiques : l'efficacité énergétique - le pourcentage de conversion de la lumière en hydrogène - doit atteindre 7 à 10 % (les algues en conditions naturelles atteignent au plus 0,1 %)

Plusieurs tentatives pour résoudre ces problèmes sont en cours.

## Étapes-clés
2006 - Des chercheurs de l'université de Bielefeld et de l'université du Queensland ont modifié génétiquement l'algue verte monocellulaire Chlamydomonas reinhardtii afin qu'elle puisse produire une grande quantité d'hydrogène. Stm6 peut à long terme produire cinq fois le volume produit par la forme naturelle de l'algue, ce qui correspond à une efficacité énergétique de 1,6 à 2 %.
2006 - Un travail non publié de l'université de Californie à Berkeley (programme réalisé par le Midwest Research Institute, agissant pour le NREL) aurait permis de dépasser le seuil de rentabilité économique de 10 % d'efficacité énergétique. En réduisant les piles de chlorophylle dans les organelles photosynthétiques, Tasios Melis a « probablement » dépassé ce seuil.

## Recherche
2006 - À l'université de Karlsruhe, un prototype de bioréacteur contenant entre 500 et 1 000 litres de cultures d'algues est en train d'être développé. Le réacteur doit être utilisé pour démontrer la faisabilité économique du système au cours des cinq prochaines années.

## Aspects économiques
Une ferme d'algues de la taille du Texas produirait assez d'hydrogène pour pourvoir aux besoins mondiaux. Environ 25 000 kilomètres carrés suffisent pour remplacer l'utilisation d'essence aux États-Unis (moins du dixième de la surface utilisée pour la culture de soja dans ce pays).

## Historique
En 1939, le chercheur allemand Hans Gaffron de l'université de Chicago, observe que l'algue verte qu'il étudie, Chlamydomonas reinhardtii, passe parfois de la production d'oxygène à la production d'hydrogène. Gaffron n'a jamais élucidé la cause de ce phénomène, et les recherches dans ce sens ont échoué pendant plusieurs années. À la fin des années 1990, le professeur Anastasios Melis, chercheur à l'université de Californie à Berkeley, découvre que si le milieu de culture de l'algue est dénué de soufre, alors celle-ci passe de la production d'oxygène (photosynthèse classique) à la production d'hydrogène. Il s'aperçoit que l'enzyme responsable de cette réaction est l'hydrogénase, et que cette dernière n'est pas active en présence d'oxygène. Mélis découvre que la diminution de la quantité de soufre disponible pour l'algue interrompt son flux d'oxygène interne, ce qui conduit à un environnement permettant à l'hydrogénase de réagir, causant la production d'hydrogène par l'algue. Chlamydomonas moeweesi est également un bon candidat pour la production d'hydrogène.
En 2013, une équipe suisse travaillait sur cette problématique.
En avril 2017, deux chercheurs de l'université de Tel Aviv, le Dr Iftach Yacobi et le Dr Nathan Nelson, poursuivent un programme tendant à maîtriser cette technologie. 
En octobre 2017, le professeur Vincent Aetero, directeur de recherche à l’Institut de biosciences et biotechnologie de Grenoble (BIG), fait état d'une recherche inspirée du fonctionnement des algues pour produire de l'hydrogène, il utilise des molécules de synthèse « inspirées du site actif des hydrogénases – on parle de catalyseurs bio-inspirés – qui utilisent des métaux abondants et peu chers ». Vincent Artero en collaboration avec Marc Fontecave (professeur au Collège de France) et leur équipe travaillent, par ailleurs, depuis quelques années à la fabrication de catalyseurs alternatifs qui n'utilisent pas le platine mais des métaux beaucoup plus abondants donc beaucoup moins chers, comme le cobalt ou le nickel.